# Apanteles melanotus
Apanteles melanotus är en stekelart som beskrevs av De Saeger 1944. Apanteles melanotus ingår i släktet Apanteles och familjen bracksteklar. Inga underarter finns listade i Catalogue of Life.